# Hypsugo kitcheneri
Hypsugo kitcheneri és una espècie de ratpenat que viu a Indonèsia i Malàisia.